# Une incursion chez les pilleurs d’huîtres
Une incursion chez les pilleurs d’huîtres (titre original : A Raid on the Oyster Pirates) est une nouvelle américaine de Jack London publiée aux États-Unis en 1905.

## Historique
La nouvelle est publiée initialement dans le périodique The Youth's Companion (en) en mars 1905, avant d'être reprise dans le recueil Tales of the Fish Patrol en septembre 1905.

## Éditions

### Éditions en anglais
- A Raid on the Oyster Pirates, dans le périodique The Youth's Companion (en), 16 mars 1905.
- A Raid on the Oyster Pirates, dans le recueil Tales of the Fish Patrol, New York ,The Macmillan Co, septembre 1905.

### Traductions en français
- Une Incursion chez les pilleurs d’huîtres, traduit par Louis Postif, in L'Intransigeant, quotidien, décembre 1936.
- Une Incursion chez les pilleurs d’huîtres, traduit par Louis Postif, in Les Pirates de San Francisco, recueil, 10/18, 1973.
- Un raid contre les pilleurs d’huîtres, traduit par Jean Muray, in La Patrouille de pêche, recueil, Hachette, 1974.
- Une Incursion chez les pilleurs d’huîtres, traduit par Louis Postif, in Le Mouchoir jaune et autres histoires de pirates, recueil, Folio, 1981.
- Course contre les pilleurs d’huîtres, traduit par Louis Postif, in Patrouille de pêche, recueil, Phébus, 2000.
- Une incursion chez les pilleurs d’huîtres, traduction de Louis Postif, in L’Évasion de la goélette, recueil, Gallimard, 2008.

## Sources
- (en) Jack London's Works by Date of Composition
- http://www.jack-london.fr/bibliographie